# Parc Henri-Barbusse (Issy-les-Moulineaux)
Le parc Henri-Barbusse est un espace vert situé à Issy-les-Moulineaux dans le département des Hauts-de-Seine.
Il doit son nom à l’écrivain Henri Barbusse.
Ses principales entrées se trouvent rue de la Défense, rue Henri-Tariel (anciennement rue du Parc) et rue Pierre-Brossolette.

## Historique

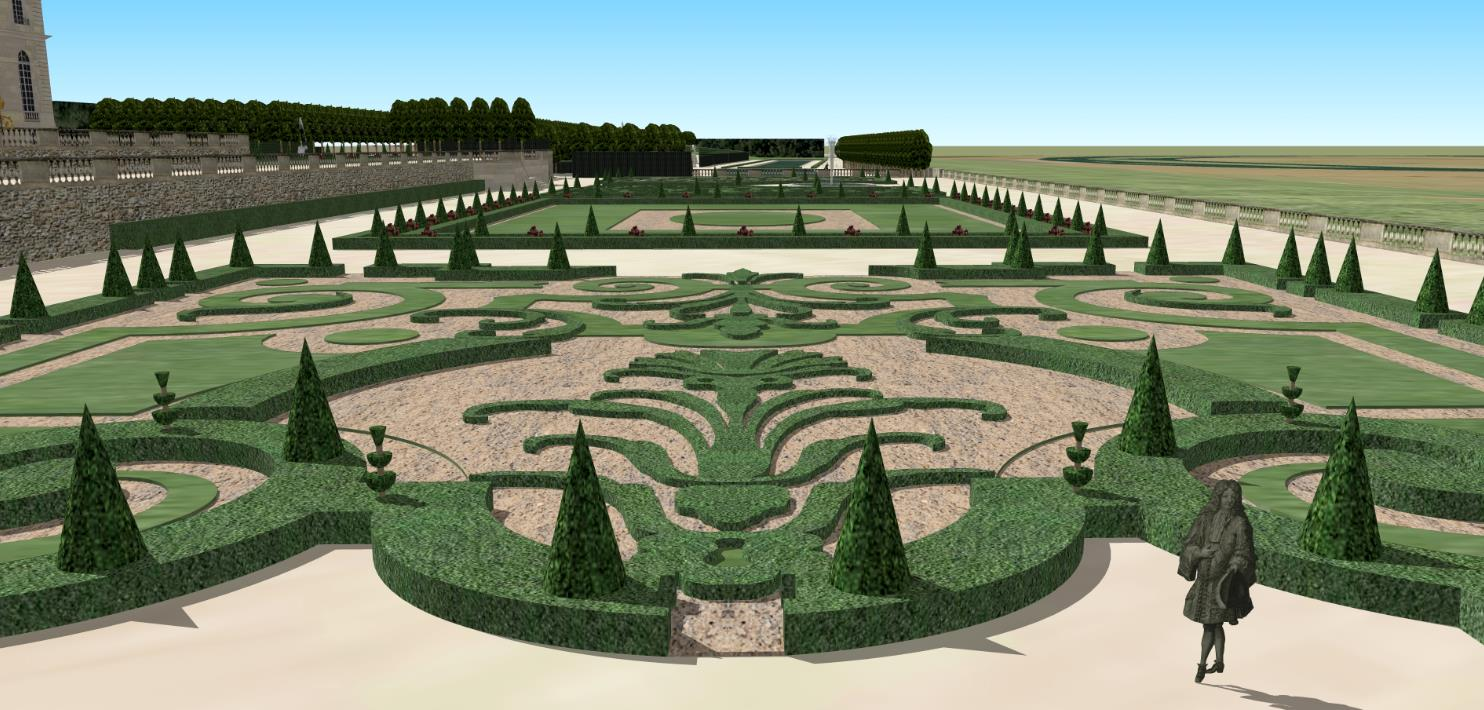
Reconstitution digitale du parterre d'André Le Nôtre au château d'Issy.

Ce parc a été créé dans une partie des jardins de l'ancien château d'Issy qui appartenait au prince de Conti. Ces jardins furent dessinés par André Le Nôtre, jardinier du roi Louis XIV de 1645 à 1700.
Vers la fin du XIXe siècle, le percement d'une rue sépara du parc son plus grand bassin, sous lequel se trouvaient les sources souterraines qui l'alimentaient. Sur ce bassin fut construite une école commerciale, l'institution Fontaine, dans le jardin de laquelle fut toutefois conservé le réservoir qui alimentait le reste du parc
Ces jardins furent rachetés par la commune et aménagés, pour en faire un parc inauguré le 5 juillet 1936.

## Description
On y trouve notamment:

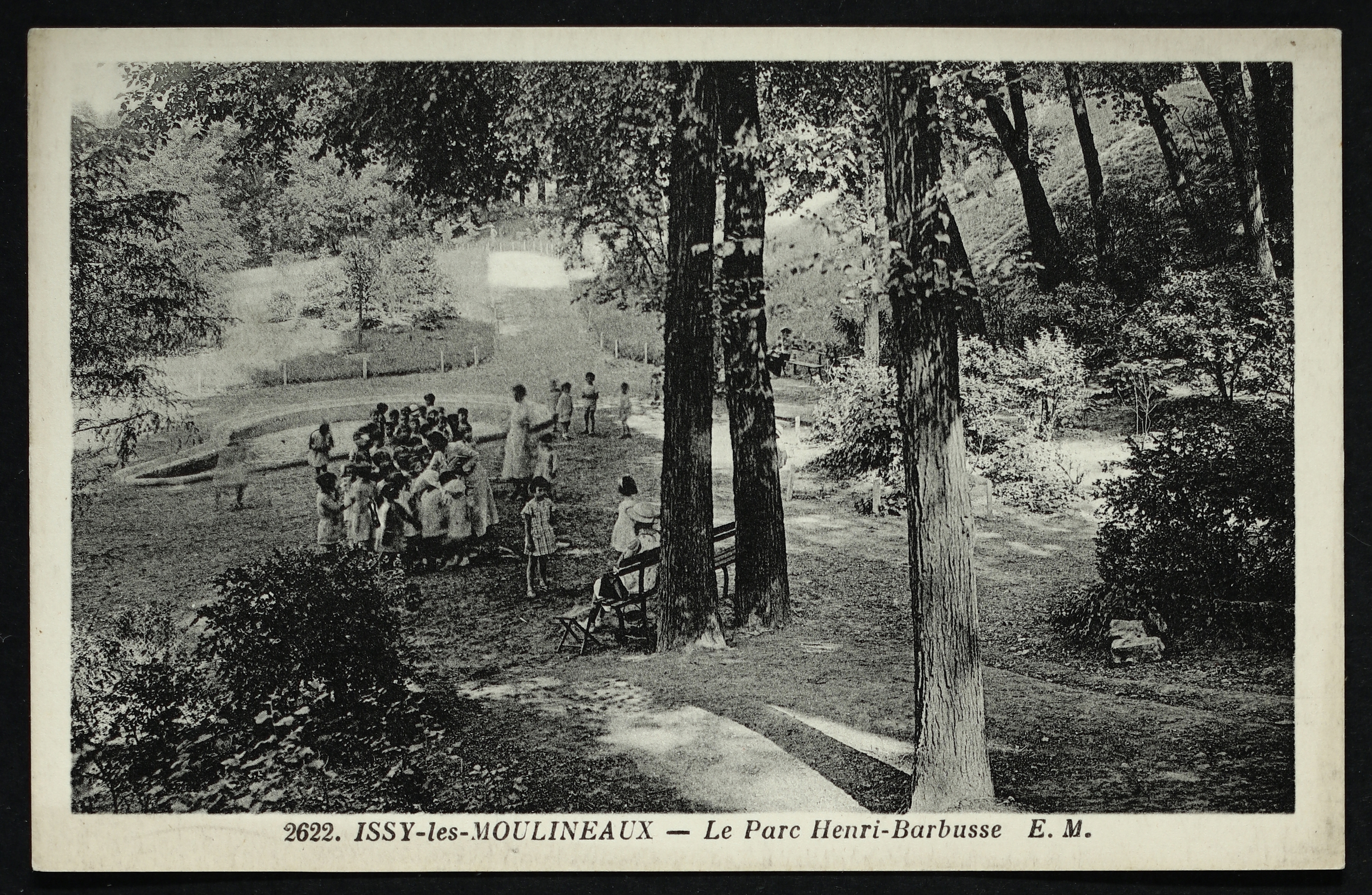
Carte postale - Issy-les-Moulineaux - Le parc Henri-Barbusse

- Un bassin, où nichent des oiseaux ;
- Des essences d'arbres rares, dont des marronniers d’Inde ;
- Praxitèle, sculpture d'Auguste Carli (1868-1930) ;
- Apollon secourant Hyacinthe, Julien-Michel Menant (1880-1915).

On y trouve aussi deux aires de jeu, un tennis, un skate-park, des tables de ping-pong, un théâtre de marionnettes et un kiosque à musique.